# Gluténmentes ebola
A Gluténmentes ebola (Gluten Free Ebola) a South Park című amerikai animációs sorozat 249. része (a 18. évad 2. epizódja). Elsőként 2014. október 1-jén sugározták az Egyesült Államokban. Magyarországon 2015. március 3-án mutatta be a magyar Comedy Central.
Az epizód cselekménye a gluténmentes étkezés divattá válását figurázza ki, valamint az, hogy miként módosítják állandóan a táplálkozási piramist.

## Cselekmény
|  | Alább a cselekmény részletei következnek! |

Stan, Kyle, Cartman és Kenny visszatérnek az iskolába, ott azonban mindenki utálja őket azért, amiket korábban mondtak. Stan odamegy Wendyhez is, a lány pedig közli vele, hogy korábban szakított vele, és Stanre egyébként sem lehet számítani, mert bármikor kihátrálna a szerettei mögül. Stan nem érti, miért emlékszik most mindenki mindenre (utalva arra, hogy a South Park korábbi részei epizodikusak voltak, nem volt összefüggő történetük). Ráadásul Butters nem is térhet vissza az iskolába, mert ő felgyújtotta a tornatermet. Miközben a tanári kar az ő ügyét tárgyalja, Mr. Mackey azzal henceg, hogy ő gluténmentesen él.
A fiúk, hogy visszaszerezzék a népszerűségüket, úgy döntenek, hogy egy bulit rendeznek, mégpedig egy rászoruló álcája mögé rejtőzve, aki nem más, mint a cukorbeteg Scott Malkinson. Bejelentik a buli tényét a WSPIC rádióban, végtelen pizzát, húszféle süteményt, és Lorde élő fellépését ígérik. Váratlanul betelefonál Victoria igazgatónő, akit Mr. Mackey megtérített, és aziránt érdeklődik, hogy lesz-e gluténmentes menü.
Aznap este a Mezőgazdasági Minisztérium táplálkozási szakértője érkezik South Parkba, aki előadást tart a gluténról. Elmagyarázza, hogy teljesen ártalmatlan, majd koncentrált glutént desztillál. Mr. Mackey felkiabálja neki a színpadra, hogy ha szerinte veszélytelen, akkor fogyassza el. Ő ezt megteszi, majd hirtelen szörnyű kínok közepette meghal, a pénisze pedig lerobban és elrepül. A városlakók pánikba esnek és elkezdik kidobálni a gluténes ételeiket, emiatt pedig komoly veszélybe kerül a buli is. A minisztériumban ezalatt igyekeznek kitalálni valamilyen megoldást.
A Marsh-család házába vegyvédelmi ruhás takarítók érkeznek, akik glutént keresnek. Találnak a szemetesben egy doboz sört, amiben szintén volt glutén, ezért Randyt elhurcolják karanténba a Papa John's pizzériába, ahol Mr. Garrisonnal és egy harmadik emberrel van együtt. Cartman Jemima mamával álmodik, a palacsintaszirupgyártó cég emblémafigurájával. Ő azt mondja neki, hogy a piramisokat a feje tetejére kell állítani, amiből ő egy szót sem ért. Ezalatt a karanténban elfogynak a pizzafeltétek, ezért a civil úgy dönt, megeszi a pizzatésztát, ezt követően pedig meghal.
A rádióban a fiúk beolvasnak egy közleményt arról, hogy nem fognak bulizni, hanem helyette a glutén veszélyeire hívják fel a figyelmet. A betelefonáló hallgatók ehelyett szidalmazni kezdik őket azért, mert kihátrálnak az egészből. Cartman eközben rájön a megoldásra és betelefonál a minisztériumba, ahol kiderül, hogy a táplálkozási piramis az, amit a feje tetejére kell állítani. Ennek hatására varázsütésre megoldódik a probléma. A fiúk meg tudják rendezni a bulit, és még Lorde is fellép, aki meglepően hasonlít Randyre. Stan és Wendy kibékülnek és táncolni kezdenek.
A stáblistán bizonyos nevek mellett megjelenik a GF (gluténmentes) embléma.

## Fordítás
Ez a szócikk részben vagy egészben  a   Gluten Free Ebola című angol Wikipédia-szócikk ezen változatának fordításán alapul.  Az eredeti cikk szerkesztőit annak laptörténete sorolja fel. Ez a jelzés csupán a megfogalmazás eredetét és a szerzői jogokat jelzi, nem szolgál a cikkben szereplő információk forrásmegjelöléseként.